# Biserica romano-catolică din Câmpia Turzii
Biserica Romano-Catolică din Câmpia Turzii a fost construită între anii 1896-1898 în satul de atunci Ghiriș-Sâncrai, în prezent parte a orașului Câmpia Turzii, pe strada 1 Decembrie 1918, la nr. 28 (între strada Păcii și strada Eroilor). Clădirea Parohiei Romano-Catolice se află la nr. 26.
Hramul bisericii este "Sfânta Inimă a lui Isus".

## Galerie de imagini

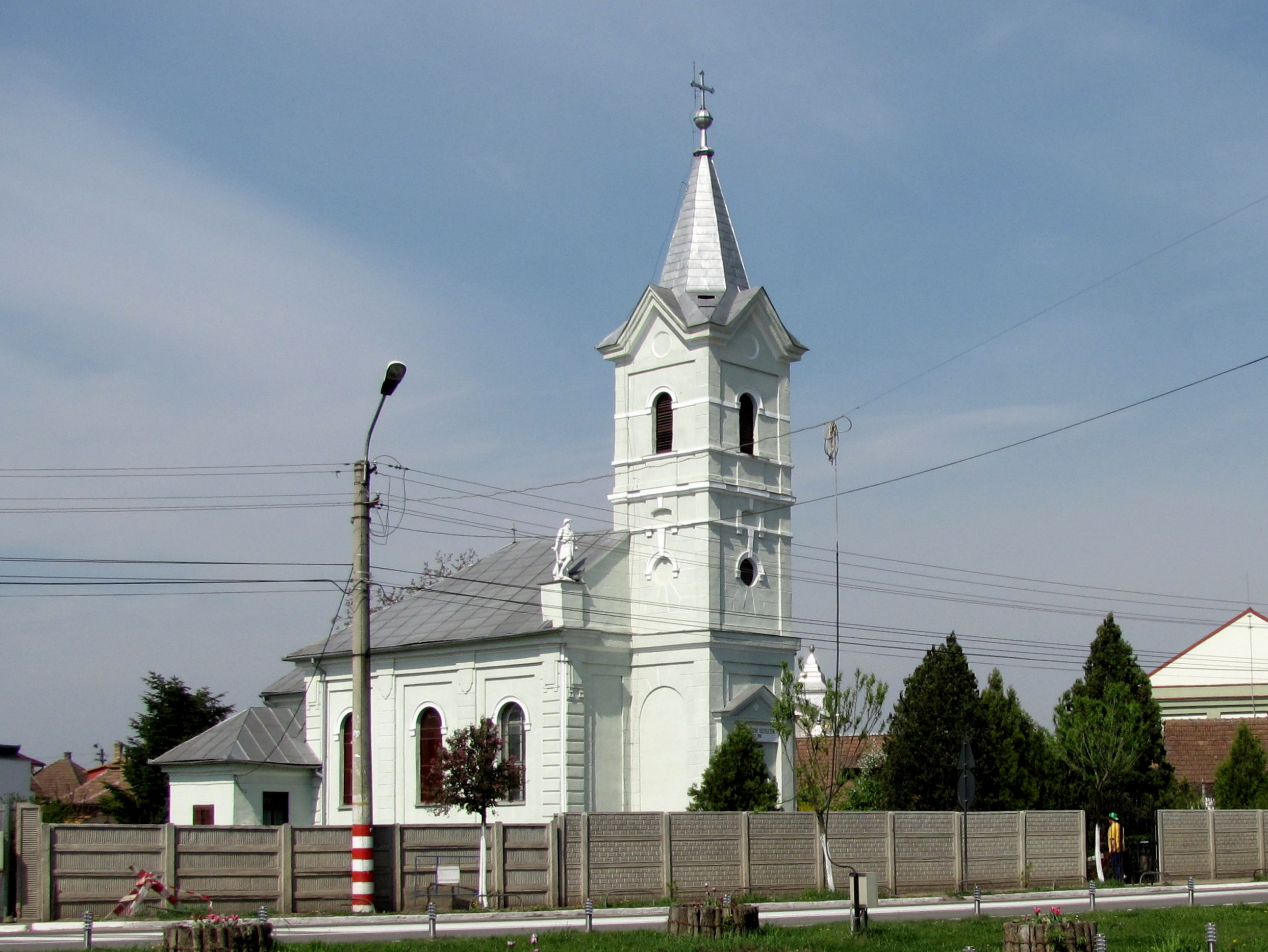
Biserica Romano-Catolică (imagine din anul 2011)